# Орден Военных заслуг Шарифиана
Орден Военных заслуг Шарифиана — государственная награда Королевства Марокко за военные заслуги.

## История
Орден Военных заслуг Шарифиана был учреждён султаном Марокко Абд аль-Хафизом 7 августа 1910 года в качестве награды для военнослужащих в период войны или их действительной службы, а также за проявленные акты храбрости во время боевых действий.
16 мая 1963 года награждение орденом было прекращено, однако уже 14 декабря 1966 года был восстановлен королём Хасаном II в пяти классах для вознаграждения достойной военной службы старшими командирами и офицерами марокканских вооружённых сил, полиции и вспомогательных служб. Высшей степенью ордена объявлялась Большая лента, 1 класс – Великий офицер, 2 класс – Командор, 3 класс – Офицер, 4 класс – Кавалер. Были введены ограничения по количеству награждённых:
- Большая лента – не более 10;
- 1 класс – не более 30;
- 2 класс – не более 150;
- 3 класс – не более 500;
- 4 класс – не более 5000.

12 апреля 1976 года последовала очередная орденская реформа и Орден Военных заслуг Шарифиана был возвращён к одному классу, как в момент его учреждения в 1910 году. Теперь Орден Военных заслуг Шарифиана вручался только во время войны за акты храбрости и исключительное военной службы унтер-офицерам и военнослужащим марокканской армии и службы полиции. Орден также вручается генералам и старшим офицерам за исключительные лидерские качества во время боевых действий, при этом они уже были награждены ранее орденом Трона. Система орденских классов с квотированием передавались учреждаемому ордену Военных заслуг.

## Степени

### с 1910 до 1963 года
В одном классе.

### с 1966 по 1976
Пять классов:
- Большая лента
- Великий офицер
- Командор
- Офицер
- Кавалер

### с 1976 года по н/в
В одном классе.

## Описание
Знак ордена в виде круглой медали с лавровым венком по краю, перевитым накрест двумя лентами вверху и внизу. 
Аверс знака – в центре на эмали зелёного цвета золотая шестиконечная звезда с круглым медальоном красной эмали в центре. В медальоне надпись на арабском языке.
Реверс – круглый медальон красной эмали с надписью на арабском языке в две строки.
Знак при помощи переходного звена в виде двух расходящихся знамён с полумесяцами на концах крепится к орденской ленте.
Лента ордена шёлковая муаровая белого цвета с красными полосками по краям.